# Thuidium molluscum
Thuidium molluscum là một loài Rêu trong họ Thuidiaceae. Loài này được (Hedw.) Mitt. ex Zodda miêu tả khoa học đầu tiên năm 1912.